# Leia Organa
La Princesa Leia Organa de Alderaan (nacida como Leia Skywalker y más tarde llamada Leia Organa)  es un personaje de ficción y una de las principales protagonistas de la saga Star Wars, interpretada principalmente por Carrie Fisher. 
En el universo de la saga, es hija de la senadora Padmé Amidala y del Caballero Jedi Anakin Skywalker, hermana melliza de Luke Skywalker y pareja de Han Solo. Adoptada por el senador Bail Organa y su esposa Breha después del fallecimiento de su madre en el parto y la transformación de su padre en Darth Vader, fue separada de su hermano Luke al nacer, con el objetivo de ocultarlos y protegerlos del emperador Palpatine (Darth Sidious) y del Imperio Galáctico. Al crecer se convirtió en la líder de la Alianza Rebelde y une fuerzas con Luke y Han para derrotar al Imperio. Pero treinta años después, creó y se volvió la general de La Resistencia después de que su hijo, Ben Solo pasara al lado oscuro y se uniera a la Primera Orden.
Leia, uno de los personajes más populares de Star Wars, ha sido llamada un ícono de la década de 1980, una heroína feminista y modelo para otras heroínas de aventuras. Ha aparecido en muchos trabajos derivados y de comercialización, incluido el ahora no canónico Universo Expandido de Star Wars, y ha sido referenciada o parodiada en varios programas de televisión y películas. Su peinado 'moño de canela' de Star Wars (1977) y su bikini metálico de El retorno del Jedi se han convertido en iconos culturales. Fisher fue nominada dos veces al premio Saturn a la mejor actriz por Una nueva esperanza y El regreso del Jedi. Más tarde, Fisher recibió dos nominaciones al Premio Saturn como Mejor Actriz de Reparto, la primera por El despertar de la fuerza y la segunda fue una nominación póstuma por Los últimos Jedi.

## Creación y casting
Leia fue creada por el creador de Star Wars, George Lucas, quien en 1999 explicó su desarrollo inicial de los personajes principales:
La primera [versión] hablaba de una princesa y un viejo general. La segunda versión involucraba a un padre, su hijo y su hija; la hija era la heroína de la película. Ahora la hija se ha convertido en Luke, el personaje de Mark Hamill. También estuvo la historia de dos hermanos donde transformé a uno de ellos en hermana. El hermano mayor fue encarcelado y la hermana menor tuvo que rescatarlo y llevárselo de regreso con su padre.
En el borrador de Star Wars, Leia es la hija adolescente malcriada del rey Kayos y la reina Breha de Aquilae, con dos hermanos, Biggs y Windy; Biggs regresó al cuarto borrador como amigo de la infancia de Luke.  Leia fue en un momento "la hija de Owen Lars y su esposa Beru... prima de Luke; juntos visitan la tumba de su madre, quien murió con su padre en un planeta destruido por la Estrella de la Muerte".  Una sinopsis de la historia posterior establece a Leia como "Leia Antilles", la hija de Bail Antilles del pacífico mundo de Organa Major.
Fisher tenía 19 años cuando fue elegida para interpretar a la Princesa Leia, con actrices como Amy Irving, Cindy Williams y Jodie Foster también candidatas para el papel. En 2014, InkTank informó que la lista ampliada de "más de dos docenas de actrices" que habían audicionado para Leia incluía a Glenn Close, Farrah Fawcett, Jessica Lange, Sissy Spacek, Sigourney Weaver, Cybill Shepherd, Jane Seymour, Anjelica Huston, Kim Basinger, Kathleen Turner, Geena Davis, Meryl Streep, y Terri Nunn.  Cuando se le preguntó sobre Streep en 2015, Fisher dijo: "Nunca había escuchado eso. Pero Jodie Foster estaba dispuesta... ese era el que más conocía. Amy Irving y Jodie. Y lo entendí".
Sobre el peinado 'moño de canela' de Leia, George Lucas afirmó que "En la película de 1977, estaba trabajando muy duro para crear algo diferente que no fuera moda, así que opté por una especie de look revolucionario de mujer del suroeste de Pancho Villa... Los bollos son básicamente del México de principios de siglo". Lucas notó más tarde que la madre de Leia, Padmé Amidala, usa un peinado Hopi de aspecto similar en La venganza de los Sith.  En los archivos del Museo Lucas de Arte Narrativo existe una fotografía que muestra a la famosa revolucionaria mexicana Clara de la Rocha con un peinado similar.  En 2015, Mental Floss citó investigaciones que sugerían que, si bien las revolucionarias mexicanas no tenían peinados tan elaborados, las jóvenes hopi casaderas sí los tenían, y sus "verticilos de flores de calabaza" se parecían superficialmente a los moños de Leia. El peinado de Leia también puede haberse inspirado en el de la reina Fría en la tira cómica de Flash Gordon de 1939 "El reino helado de Mongo", y en la esposa del científico Barnes Wallis, Molly (interpretada por Ursula Jeans) en la película de guerra de 1955 The Dam Busters.  También se han hecho comparaciones con la escultura ibérica del siglo IV a. C. Dama de Elche, así como el peinado "auriculares" de los años 20. 
El compositor John Williams creó un leitmotiv musical para Leia que se repite a lo largo de la saga Star Wars. "Princess Leia's Theme" se grabó como una suite de concierto (4:18 de duración) para la partitura de la película de 1977.
En el desarrollo inicial de la historia de El Imperio Contraataca, Lucas tenía la intención de que Luke tuviera una hermana gemela, no Leia, que sería el foco de otro episodio.  Después de la producción de Empire, Lucas estaba agotado y decidió no hacer la secuela de su trilogía planeada. Al necesitar explicar la identidad de los otros Jedi potenciales mencionados por Yoda, Lucas decidió que Leia sería revelada como la gemela de Luke.
En el segundo borrador del guion del Retorno del Jedi, Obi-Wan le dice a Luke que tiene una hermana gemela. Ella y su madre fueron "enviadas a la protección de amigos en un sistema distante. La madre murió poco después y la hermana de Luke fue adoptada por los amigos de Ben, el gobernador de Alderaan y su esposa".  Fisher explicó en 1983: "El verdadero padre de Leia dejó a su madre cuando ella estaba embarazada, por lo que su madre se casó con el Rey Organa. Fui adoptada y crecí apartada de otras personas porque era una princesa".

## Apariciones

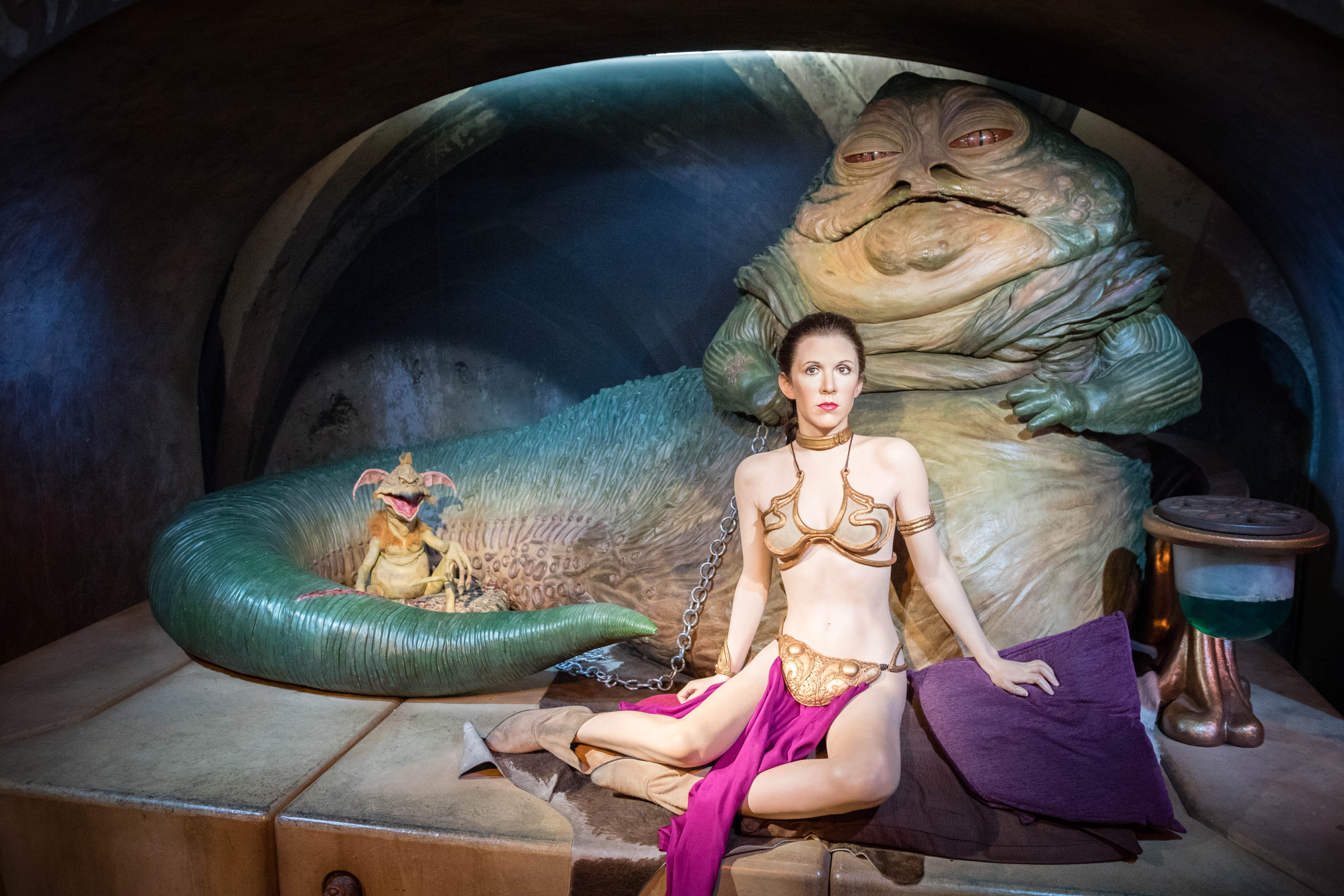
Carrie Fisher como la princesa Leia Organa con Jabba the Hutt y Salacious B. Crumb

### Saga Skywalker

#### Trilogía original

##### Una Nueva Esperanza (1977)
Introducida en la película de 1977, la princesa Leia Organa de Alderaan es miembro del Senado Imperial. Ella es capturada por Darth Vader (interpretado físicamente por David Prowse, y en voz por James Earl Jones) a bordo de la nave Tantive IV, donde actúa como espía de la Alianza Rebelde. Leia ha escondido en secreto los planos de la Estrella de la Muerte, la estación de batalla del imperio, del tamaño de una luna, dentro del droide astromecánico R2-D2 (Kenny Baker) y lo ha enviado a buscar a uno de los últimos Jedi restantes, Obi-Wan Kenobi (Alec Guinness), en el cercano planeta de Tatooine. Vader arresta a Leia y la tortura, pero ella se resiste a revelar cualquier cosa. El comandante de la Estrella de la Muerte, Grand Moff Tarkin (Peter Cushing), amenaza con destruir su planeta natal Alderaan con la Estrella de la Muerte a menos que ella revele la ubicación de la base rebelde oculta. Ella proporciona la ubicación de una base vieja y abandonada en el planeta Dantooine, pero Tarkin ordena que Alderaan sea destruida de todos modos. Leia es rescatada por Luke Skywalker (Mark Hamill) y Han Solo (Harrison Ford), y escapan a bordo de la nave de Han, el Halcón Milenario. Después de analizar los esquemas de la Estrella de la Muerte, los Rebeldes encuentran una pequeña debilidad en la estación de batalla, que Luke usa para destruirla en su caza Ala-X. A raíz de la victoria, Leia otorga medallas a los héroes en la base rebelde oculta en Yavin 4.

##### El Imperio Contraataca (1980)
Leia está en la base Rebelde en Hoth. Ella lidera su evacuación durante un ataque imperial, y luego huye con Han, Chewbacca (Peter Mayhew) y C-3PO (Anthony Daniels) en el Halcón Milenario . Esquivan naves Imperiales cazas TIE volando en un campo de asteroides cuando el Halcón se rompe su hiperimpulsión abajo, El romance florece entre Leia y Han durante su huida del Imperio; Mientras se esconden en el estómago de una babosa espacial, finalmente comparten un beso. Con su nave necesitando reparaciones, Han busca a su viejo amigo, Lando Calrissian (Billy Dee Williams) en Cloud City, la ciudad flotante sobre Bespin. Aunque los recibe amablemente, Lando pronto los entrega a un Darth Vader recién llegado, que espera usarlos como cebo para capturar a Luke. Leia confiesa su amor por Han cuando está a punto de ser congelado en carbonita y luego se lo entregan al cazarrecompensas Boba Fett (interpretado físicamente por Jeremy Bulloch y en voz por Temuera Morrison en la edición especial del 2004 y 2011 de la película), quien está acusado de llevarlo al señor del crimen Jabba el Hutt. Lando ayuda a escapar a Leia, Chewbacca y los dos droides. Leia siente que Luke está en problemas y vuelve a salvarlo después de que casi lo matan durante un duelo de sable de luz con Vader.

##### El Regreso del Jedi (1983)
Leia se infiltra en el palacio de Jabba el Hutt en Tatooine disfrazada como el Ubese cazarrecompensas Boushh, y trae un Chewbacca cautivo con ella como parte del plan. Ella libera a Han de la carbonita, pero Jabba los vuelve a capturar. Leia ahora está encadenada a Jabba como su esclava, vestida con un bikini de metal. Después de que Luke llega y mata al Rancor de Jabba, Jabba condena a Luke, Han y Chewbacca para que los alimenten con el Sarlacc. Lando (disfrazado de guardia) los ayuda a dominar a sus captores, y Leia aprovecha el momento para estrangular a Jabba con su cadena. Luke y Leia se ponen a salvo, explotando la barcaza de Jabba detrás de ellos. Más tarde, los héroes van a la luna del bosque de Endor para prepararse para una batalla con el Imperio. Allí, Luke le revela a Leia que ella es su hermana gemela y que Vader es su padre. Leia se une a Han para liderar a los rebeldes en la batalla con las tropas imperiales cuando la flota rebelde ataca a la segunda Estrella de la Muerte. Leia está levemente herida, pero los Rebeldes, con la ayuda de los Ewoks, finalmente derrotan a las fuerzas del Imperio, con la Estrella de la Muerte destruida una vez más.

#### Trilogía de precuelas

##### La Venganza de los Sith (2005)
Antes de los sucesos de Rogue One y Una Nueva Esperanza, Padmé Amidala (Natalie Portman) está embarazada de los gemelos de Anakin Skywalker (Hayden Christensen) cerca del final de las Guerras Clon. Después de que Anakin se vuelve hacia el lado oscuro de la Fuerza y se convierte en Darth Vader, Padmé da a luz a Luke y Leia en Polis Massa y luego muere. Leia es adoptada por el senador Bail Organa (Jimmy Smits) y su esposa, la reina Breha (Rebecca Jackson Mendoza) de Alderaan.

#### Trilogía de secuelas

##### El Despertar de la Fuerza (2015)
En la película de 2015, Leia es la líder de la Resistencia, un grupo formado por la Nueva República para pelear una guerra de poder con la Primera Orden (un grupo formado por los restos del Imperio) e intenta encontrar a Luke, que desapareció años antes. Cuando sus fuerzas frustran un ataque de la Primera Orden en busca del droide astromecánico de la Resistencia, BB-8, Leia se reúne con Han, quien ha ayudado al soldado de asalto renegado  Finn (John Boyega) y a la carroñera huérfana Rey (Daisy Ridley) a llevar al droide hasta aquí. Han y Leia han estado separados por muchos años; su matrimonio se vino abajo después de que su hijo, Ben Solo (Adam Driver), cayó al lado oscuro y se convirtió en el comandante de la Primera Orden, Kylo Ren. Leia cree que Ben todavía puede ser devuelto al lado de la luz. Han se ofrece como voluntario para una misión para infiltrarse en la Base Starkiller de la Primera Orden para desactivar sus escudos defensivos. Enfrentando a Ren, Han intenta convencer a su hijo de que abandone la Primera Orden, pero Ren en cambio apuñala a su padre con su sable de luz. Leia siente la muerte de Han a través de la Fuerza, y luego comparte un momento de dolor con Rey, quien había pensado en Han como mentor y figura paterna. Leia ve a Rey, Chewbacca y R2-D2 cuando salen para localizar a Luke y le dice a Rey: "que la Fuerza te acompañe".

##### Los últimos Jedi (2017)
En la película de 2017, Leia se encuentra entre los que se encuentran en el puente de su buque insignia, los Raddus, que son expulsados al espacio cuando la nave es atacada por la Primera Orden. Leia usa la Fuerza para regresar a la nave. Después de recuperarse, dispara y aturde al piloto de Resistencia Poe Dameron (Oscar Isaac), quien se ha amotinado contra su sucesor, la vicealmirante Holdo (Laura Dern). Desde su soledad en Ahch-To, Luke se proyecta a través de la fuerza a la fortaleza de la Resistencia en Crait y se reúne con Leia, disculpándose por lo que le pasó a Ben. Leia responde que sabe que su hijo se fue, pero Luke le asegura que "nadie realmente se ha ido". Mientras Luke distrae a Kylo y sus tropas del ataque de la Primera Orden, Leia se encuentra entre las fuerzas de la resistencia restantes que escapan de Crait en el Halcón Milenario.

##### El ascenso de Skywalker (2019)
En la película de 2019, Leia continúa liderando la Resistencia mientras ofrece orientación y apoyo a Rey mientras continúa su entrenamiento para convertirse en una Jedi. Un flashback revela que Leia había abandonado su propio entrenamiento después de tener una visión que predecía la muerte de su hijo si terminaba. Mientras Rey y Ren se enfrentan en Kef Bir, una moribunda Leia, quien había caído enferma a causa de su exposición a la atmósfera Zero del espacio exterior durante los acontecimientos del episodio VII, usa todo lo que le queda de fuerza para alcanzar a su hijo. Distraído por la presencia de su madre, Ren es apuñalado por Rey con su propio sable de luz, al mismo tiempo que Leia muere y Rey quien siente la muerte de esta última entra en estado de pánico y cura la herida de Ren usando la Fuerza. Después de que un Ben Solo redimido completamente usa lo que le queda de poder para resucitar a Rey, tanto Leia como Ben se convierten simultáneamente en uno con la fuerza. Rey luego regresa a la granja de los Lars en el planeta Tatooine y entierra los sables de luz que habían pertenecido a Leia y su padre, Anakin Skywalker, mientras los espíritus de Luke y Leia la observan, Rey honrándolos adopta el apellido "Skywalker".

### Antología

#### Rogue One: una historia de Star Wars (2016)
Leia hace una breve aparición en la escena final de la película de 2016 Rogue One, recibiendo los planos de la Estrella de la Muerte como un adelanto al comienzo de Una Nueva Esperanza. Como esta película tiene lugar antes de la trilogía original de Star Wars, se requería una Leia muy joven. Para lograr ese efecto, se superpuso una imagen generada por computadora de una joven Carrie Fisher sobre el rostro de la actriz noruega Ingvild Deila; El audio de archivo de Fisher diciendo "Esperanza" se usó para expresar el personaje.

### Televisión
Leia aparece brevemente en la película para televisión Star Wars Holiday Special de 1978 como líder y administradora de la nueva base de la Alianza Rebelde. Ella y C-3PO contactan a la esposa de Chewbacca, Mallatobuck, para que la ayude a encontrar a Chewbacca y Han. Leia también aparece en el segmento de dibujos animados en una Base Rebelde diferente, ubicada en un campo de asteroides, y en la ceremonia del Día de la Vida al final de la película.  Fisher también apareció y presentó el episodio del 18 de noviembre de 1978 de Saturday Night Live que se emitió un día después del especial navideño.

#### Star Wars Rebels
Una versión adolescente de la Princesa Leia, con la voz de Julie Dolan, aparece en un episodio de 2016 de la serie animada Star Wars Rebels, que se desarrolla entre La venganza de los Sith y Una nueva esperanza.  En el episodio, Leia es enviada en una misión secreta para ayudar a los rebeldes titulares. El productor ejecutivo Dave Filoni dijo sobre la aparición:
Pensamos que teníamos la oportunidad de mostrarle cómo aprende a ser líder, experimentando con la personalidad que se convierte en el personaje más fuerte y decidido que ves en Una nueva esperanza. Uno de los complejos desafíos de representar a Leia en Rebels es que tenemos que recordarle a la audiencia que en este punto ella es parte del Imperio. Ella no cree en el Imperio, pero actúa como un agente doble.

#### Forces of Destiny
Leia aparece en la serie animada Star Wars Forces of Destiny, con la voz de Shelby Young.

#### Resistance
Leia aparece en la serie animada Star Wars Resistance, con la voz de Rachel Butera y Carolyn Hennesy.

#### Obi-Wan Kenobi
Leia aparece como una niña de diez años en la serie de acción real Obi-Wan Kenobi, interpretada por Vivien Lyra Blair. 

### Novelas
Leia hace su primera aparición literaria en Star Wars: De las aventuras de Luke Skywalker, la novelización de la película original de 1977 Star Wars, que se estrenó seis meses antes de la película en noviembre de 1976. Atribuida a Lucas pero escrita por Alan Dean Foster, la novela se basó en el guion de Lucas. Leia apareció más tarde en las novelizaciones El imperio contraataca (1980) de Donald F. Glut y El regreso del Jedi (1983) de James Kahn. También es un personaje de punto de vista en la novelización de 2015 de The Force Awakens por Foster. 
La novela de Foster de 1978, Splinter of the Mind's Eye, fue encargada por Lucas como base para una posible secuela de bajo presupuesto de Star Wars en caso de que la película no tuviera éxito.  En la historia, Luke y Leia buscan un cristal en un planeta pantanoso y finalmente se enfrentan a Vader en combate.
Leia también aparece en la línea de novelas y cómics Journey to Star Wars: The Force Awakens, presentada junto con The Force Awakens para conectar la película con entregas anteriores. Ella es el personaje principal de la novela para adultos jóvenes Moving Target: A Princess Leia Adventure (2015) de Cecil Castellucci y Jason Fry, que se desarrolla entre The Empire Strikes Back y Return of the Jedi, y las novelas de Claudia Gray Star Wars: Bloodline (2016) y Leia: Princesa de Alderaan (2017). El primero está ambientado seis años antes de The Force Awakens, mientras que el segundo presenta a Leia, de 16 años, antes de los eventos de A New Hope. También protagoniza Star Wars : La Princesa y el Sinvergüenza de Beth Revis, que se desarrolla inmediatamente después del Retorno del Jedi.

## Impacto cultural
La princesa Leia ha sido llamada un ícono de la década de 1980, una heroína feminista y "una personificación ejemplar del empoderamiento femenino". En 2008, Leia fue seleccionada por la revista Empire como el 89.º personaje cinematográfico más importante de todos los tiempos, e IGN la incluyó como su octavo héroe principal de Star Wars. UGO Networks incluyó a Leia como uno de sus mejores héroes de todos los tiempos en 2010. Encarnó los valores de la segunda ola del feminismo radical y sentó las bases del prototipo de mujer revolucionaria que alcanzaría su cenit con Ellen Ripley.
Se ha hecho referencia o parodiado al personaje en varios programas de televisión y películas, y celebrado en cosplay. Fisher apareció con el bikini de metal de Leia en la portada de la edición de verano de 1983 de Rolling Stone, y una pintura de Leia y otros personajes que rodeaban a Lucas apareció en la portada de la edición del 25 de mayo de 1983. of Time anunciando el Retorno del Jedi. En 2013, el dibujante Jeffrey Brown publicó el superventas Star Wars: La pequeña princesa de Vader, un libro estilo tira cómica que presenta a Darth Vader y una joven Leia en situaciones humorísticas de padre e hija. La princesa Leia aparece en un sello postal estadounidense de 2007 y un sello del Reino Unido de 2015.